# فرانسيس باوز ساير
فرانسيس باوز ساير (بالإنجليزية: Francis Bowes Sayre Sr.) (و. 1885 – 1972 م) هو دبلوماسي، وقانوني، وقاضي من الولايات المتحدة الأمريكية . تولى منصب Governor-General of the Philippines .
توفي في واشنطن العاصمة .

## التعليم
تعلم في Williams College، وكلية هارفارد للحقوق.

## مناصب وهيئات
أدار جامعة هارفارد.

## روابط خارجية
- فرانسيس باوز ساير على موقع مونزينجر (الألمانية)